# Personaggi di China, IL

I personaggi principali e ricorrenti della serie. Da sinistra a destra: Sammy Davis, Crystal Peppers, Pemsy, Leonard Cakes, Matt Attack, Pony Merks, Steve Smith, Baby Cakes, Frank Smith, Kim, Dott. Jack Falgot (dietro), Flip Flop, Wendeloquence, il Preside (in alto), l'assistente del preside e Gang Sang

I personaggi di China, IL sono tutti i personaggi apparsi nell'omonima serie televisiva d'animazione.

## Personaggi principali

### Steve Smith
Steve Smith è il fratello di Frank e docente di storia presso l'Università di China Illinois (UCI). Disinvolto e edonistico, spesso soffia la ragazza di turno di Frank. Nel doppiaggio originale è interpretato da Brad Neely. Nell'adattamento italiano è doppiato da Guido Di Naccio.

### Frank Smith
Frank Smith è il fratello di Steve e docente di storia della UCI. Narcisista e fortemente insicuro, Frank è un cercatore di attenzioni a causa della rivalità che ha con suo fratello e della sua reputazione nell'essere considerato non attraente e non alla moda. Nel doppiaggio originale è interpretato da Brad Neely. Nell'adattamento italiano è doppiato da Alberto Bognanni.

### Pony Merks
Pony Merks è l'assistente scolastica dei fratelli Smith. Nutre risentimento per i suoi genitori, rifiutando di visitare la madre e scansando i suoi consigli riguardanti il cristianesimo e l'astenersi agli alcolici. Subito dopo la fine del liceo ha sposato un tale di nome Johnny Merks, che tuttavia morì poco dopo. Nel doppiaggio originale è interpretata da Greta Gerwig. Nell'adattamento italiano è doppiata da Tatiana Dessi.

### Baby Cakes
Mark "Baby" Cakes è uno studente della UCI, amico dei fratelli Smith e di Pony. Figlio di Leonard Cakes, ha 30 anni ed è stato rimandato svariate volte. Si dimostra fedele nei confronti dei suoi amici, aiutandoli in molte occasioni. Nel doppiaggio originale è interpretato da Brad Neely. Nell'adattamento italiano è doppiato da Sacha De Toni.

### Il Preside
Il Preside (in originale: The Dean) è il responsabile dell'università. Ricalcando la figura di wrestler professionista, indossa una cintura da campionato con la scritta "The Dean" per dimostrare la sua autorità nel campus. È molto aggressivo e spericolato nei confronti del personale e degli studenti. Nel doppiaggio originale è interpretato da Hulk Hogan. Nell'adattamento italiano è doppiato da Roberto Draghetti.

## Personaggi ricorrenti

### Staff dell'Università di China, IL
- Sammy Davis, voce originale di Jason Walden.

Sammy Davis è un'anziana insegnante di storia che lavora alla UCI.
- Leonard Cakes, voce originale di Jeffrey Tambor, italiana di Andrea Ward.

Leonard Cakes è il padre di Baby Cakes e insegnante di "scienza eccellente" alla UCI. Ritratto come un goffo incompetente, spesso è la causa di molte creazioni anormali derivate dal suo dipartimento.
- Dott. Jack Falgot, voce originale di Gary Anthony Williams, italiana di Alberto Angrisano.[1]

Dott. Jack Falgot è un medico e allenatore di wrestling che gestisce il centro sanitario del campus.
- Crystal Peppers, voce originale di Chelsea Peretti, italiana di Barbara Pitotti.[1]

Crystal Peppers è una professoressa di spagnolo, storia e filosofia che compete contro Steve Smith. In seguito viene rivelato che è una donna transgender.
- Cravid, voce originale di Tommy Blacha.

Un professore della UCI. È un amico d'infanzia di Frank, Steve e Baby Cakes.
- Spider, voce italiana di Alberto Caneva.

Un professore del campus.
- Anne Hong, voce originale di Brooke Hogan.

Un'insegnante di chimica alla UCI.
- Chazzi.

Un professore della UCI.
- Donna, voce originale di Michelle Flanagan.

Una professoressa dell'Universià. Ha rivelato di essere amica di Frank e Baby Cakes su Facebook.
- Stephen Smith.

Un professore di spagnolo.
- Tim.

Tim è uno spogliarellista e ballerino della sala insegnanti della UCI.
- Donald, voce italiana di Alberto Caneva.

Il gestore della libreria della UCI.
- Proprietario dell'acquario, voce originale di Dave Coulier.

Il responsabile dell'acquario della UCI.
- Harold, voce originale di Jason Alexander, italiana di Fabrizio Russotto.[1]

Harold è un ex professore dell'università. Deceduto prima degli eventi dell'episodio Coming out dall'aldilà, è tornato in vita come fantasma. Sia prima della sua morte che dopo, è dimostrato essere popolare nel campus. Inizialmente torna in vita con l'intento di dire qualcosa a Frank, facendo il misterioso. Quando Harold rivela la sua omosessualità a Frank, quest'ultimo inizia a distaccarsi e scappare via da lui. Viene poi catturato improvvisamente dal dipartimento di spagnolo e messo nel suo cadavere per frenare la popolarità del dipartimento di storia. Tuttavia, quando Frank legge un suo messaggio di scuse ad alta voce, gli studenti tornano al dipartimento di storia rendendolo di nuovo popolare. Ancora nel suo cadavere, Harold chiede di staccare la spina e il suo spirito lascia il corpo.
- Carabas, voce originale di Robert Clotworthy.

Carabas è un insegnante che assomiglia fortemente a Steve Smith. Nonostante Steve porti rancore verso di lui, all'inizio cerca di negare questi sentimenti. Tuttavia dopo che molte persone lo confondono con Carabas, Steve si vendica rilevando la libreria del suo rivale e comportandosi come lui. In seguito viene ucciso insieme ad un altro sosia di Steve.
- Grace, voce originale di Heather Lawless.

Una ex professoressa del campus. Frank ha sviluppato una cotta per lei, tuttavia Grace lo manipola affinché si prenda cura di sua sorella, Helen.
- Nelly.

È stato un professore di letteratura alla UCI.
- Gang Sang.

Gang Sang è un panda gigante, mascotte dell'università. Solitamente va in giro per il campus.

### Studenti della UCI
- Matt Attack, voce originale di Hannibal Buress.

Matt Attack è uno studente della UCI. È il miglior quarterback e lanciatore per le squadre di football americano e baseball dell'università.
- Transfer Billy, voce originale di Donald Glover.

William "Transfer Billy" è un nuovo studente dell'università.
- Flip Flop, voce originale di Ryan Flynn.

Flip Flop è uno studente dell'Universita di China Illinois. Fa un notevole uso dello slang, cosa che traspare anche nei suoi compiti scolastici. Ha dimostrato di avere un senso di responsabilità dal momento che lavora al supermercato Bullseye.
- Jen, voce originale di Natasha Leggero.
- Wendeloquence, voce originale di Michelle Buteau.

Wendeloquence è una studentessa della UCI.
- Sunshine, voce originale di Kate McKinnon.

Sunshine è una studentessa della China Illinois.
- Pemsy, voce originale di Ryan Flynn.

Pemsy è uno studente della UCI. Solitamente viene bullizzato da Matt Attack e Steve.
- Kim.
- Stacy Megan, voce originale di Brooke Hogan.

Stacy Megan è una studentessa dell'università. Ha una relazione con Transfer Billy.
- Maglioncino Barbuto (in originale: Sweater Beard), voce originale di Ryan Flynn, italiana di Alberto Caneva.

### Residenti di China, IL
- Golden Bowl, voce originale di Gary Anthony Williams, italiana di Fabrizio Russotto.[1]

Golden Bowl è il giornalista delle news di Canale 3 e Canale 8. Padre di Debra Bowl, prende il suo lavoro molto seriamente.
- Ronald Reagan, voce originale di Dave Coulier, italiana di Ambrogio Colombo.[1]

Ronald Reagan è il 40º presidente degli Stati Uniti d'America. Si è dimostrato crudele in svariate occasioni, portandolo a creare una macchina del tempo per molestare le persone che gli avevano fatto un torto in passato. Dopo aver raggiunto la "Fontana dell'eterna presidenza" nel Castello di diamanti diventa presidente per il resto della sua vita.
- Il Sindaco (in originale: The Mayor), voce originale di Tommy Blacha, italiana di Paolo Marchese.[1]

Il Sindaco di China, IL e nemesi del Preside.
- Kenny Winker, voce originale di Brad Neely, italiana di ? (st. 1) e Luigi Ferraro (st. 2).[1]

Kenny Winker è una rockstar di China, IL. Le sue canzoni sono amate dai maschi, mentre sono odiate dalle femmine a causa dei testi. In seguito decide di cambiare stile musicale, solo per essere respinto anche dai maschi.
- Il Governatore (in originale: The Governor), voce originale di Daniel Weidenfeld.

Il governatore di China, IL che lavora e risiede presso l'Illinois Governor Mansion.
- Coach Branson, voce originale di Andrew Benator, italiana di Fabrizio Russotto.[1]

L'allenatore della squadra di wrestling.
- Jetta, voce originale di Brooke Hogan.

Jetta è la barista del Town Bar.
- Miata Mike, voce originale di Dave Newberg.

Miata Mike è un ladro d'auto e proprietario del Miata Chop Shop, incaricato di rubare le Miata. Nell'episodio Verifica totale quando Frank e Pony vanno a fare un giro con la Miata di Steve, l'auto viene rimorchiata e portata al Miata Chop Shop. Con esitazione, Frank e Pony concordano sul fatto che Miata Mike dia loro un passaggio fino a casa dei genitori di Kally per prendere Steve e tentare di tenere l'auto. Ad una sosta, il duo tende un'imboscata a Miata Mike ma l'attacco si rivela inutile. Frank si mette quindi alla mercé di Miata Mike e ammette di avere problemi con Steve. Miata Mike arriva ad una comprensione, rivelando che anche lui ha un fratello maggiore, e il trio si dirige verso il luogo in cui si trova Steve. Nel posto quando sentono Bob, il padre di Kelly, ammettere la sua adorazione per Toy Movie 3, Miata Mike ammette di amare anche lui quel film, costringendo Kally a lasciare Steve per lui.
- Derrick, voce italiana di Alberto Caneva.

Un consulente per un servizio per le relazioni noto come Verifica Totale.
- Gestore del Tow Up Towing Yard, voce italiana di Alberto Caneva.

Il gestore del centro rimorchi Tow Up Towing Yard.
- Bancario, voce italiana di Alberto Caneva.

Un impiegato della banca.
- Cindy.

Cindy è la vicina di casa di Frank. Nell'episodio Magical Pet flirta due volte con lei, tuttavia lei rifiuta affermando che non le piacciono gli uomini calvi. Per corteggiarla, Frank prende una pillola per capelli e si rade i peli in eccesso, portandola a innamorarsi. Mentre si offre di guardare un film con lui, i peli in eccesso del corpo di Frank ricrescono, costringendolo a restare nascosto fino a quando gli effetti della pillola non svaniscono. Quando lo sorprende con i capelli in eccesso, perde di nuovo interesse per lui. In cambio, Frank perde ogni interesse che aveva per lei, rendendosi conto che la sua preoccupazione per la calvizie maschile sia assurda.

### Parenti dei personaggi principali
- Genitori di Pony, voci originali di Elizabeth Daily (madre), italiane di Stefania Romagnoli (madre) e ?.

I genitori senza nome di Pony.
- Ward e June Smith.

Ward e June Smith sono i genitori di Frank e Steve. Nell'episodio Parent's Day, Ward ha poco testosterone e ricopre una bassa carica in famiglia poiché Steve lo domina ripetutamente. Steve sostituisce brevemente suo padre come capofamiglia poiché afferma che il cambiamento consentirà a Ward e June di stare insieme e mantenere la loro casa. Più tardi, durante una rissa di quartiere, un bicchiere di testosterone vola in aria cadendo su Ward, il quale prende immediatamente il comando e reclama la sua posizione di capofamiglia. Nel frattempo, June sviluppa un'attrazione sessuale per Steve e la perde nei confronti di Ward. Indipendentemente dagli sforzi di Ward e Steve, June non riesce a superarlo a causa della mancanza di testosterone di Ward e l'attrazione si rafforza mentre Ward continua a dimostrarsi inferiore a suo figlio. Una volta che il testosterone fa effetto su Ward, June mette fine alla sua attrazione per suo figlio.

## Personaggi secondari

### Visitatori di China, IL
- Jackie Lather, voce originale di Dave Coulier.

Jackie Lather è il presentatore televisivo di Kid Talent Parade, un talent show andato in onda nel 1982 come mostrato nell'episodio Rewind, pause, play. Decenni dopo viene richiamato per girare un'altra puntata del programma, dove appare fortemente anziano, per attirare Ronald Reagan. Verso la fine dell'episodio è implicito che sia un demone.
- Green e Lee, voci originali di Andy Richter.

Green e Lee sono due agenti federali. Lee è muto e comunica attraverso il linguaggio dei segni, che vengono tradotti da Green.
- Il Penetratore di Sogni (in originale: Dream Reamer), voce originale di Jordi Mollà, italiana di Fabrizio Russotto.[1]

Il Penetratore di Sogni è l'ex amico immaginario di Baby Cakes. Nell'episodio Il Penetratore di Sogni, dopo essere diventato amico di Baby Cakes su Facebook, fa trapelare i segreti dei suoi amici di Facebook. Nel tentativo di fermarlo, i professori di storia e Baby Cakes entrano nel mondo dei sogni di Baby Cakes per costringere il Penetratore di Sogni a diventare realtà, portandolo alla cattura e all'imprigionamento.
- Polly, voce originale di Brooke Hogan, italiana di Stefania Romagnoli.

L'spettrice della UCI.
- Paziente Zero.

Il Paziente Zero è un paziente su cui Leonard fa un rituale nell'episodio Charlize. Dopo averlo ucciso e aver eseguito gli altri passaggi del rituale, un errore commesso da Leonard provoca la morte di tutte le persone sulla Terra, tranne Pony e Frank.
- Barb, voce originale di Rosa Salazar.

Barb è un satiro nonché barista del Town Bar. In Magical Pet, per dimostrarle che il suo interesse va oltre l'aspetto di una persona, Steve le chiede un appuntamento tuttavia rimane scioccato scopre che è un satiro. Reprimendo i suoi veri sentimenti, continua la sua relazione con lei, organizzando un doppio appuntamento con lei insieme a Pony e Clint. Quando i quattro si incontrano, Barb combatte con Clint, rivelando che è uscita con lui e lo ha tradito.
- Clint, voce originale di Evan Peters.

Clint è un ciclope nonché food blogger. Per dimostrargli il suo amore, Pony prepara un appuntamento con lui, non conoscendo ancora il suo aspetto, tuttavia scopre successivamente che è un ciclope. Nascondendo i suoi sentimenti disgustati, continuano la loro relazione e Pony prenota un doppio appuntamento con loro più Steve e Barb. Quando vede Barb, Clint mostra rapidamente ostilità nei suoi confronti, rivelando che lei lo ha tradito quando uscivano insieme.
- Kei-Ko, voce originale di Cat Power.

Kei-Ko è una femmina di gorilla che parla tramite un comunicatore. Lei e molti altri animali vengono catturati dal Preside, che ha intenzione di trasformarli in carburante tramite macchinari speciali. Vedendola comunicare tramite il comunicatore, Leonard la prende regalandola a Baby Cakes, il quale desidera un animale domestico che poteva considerare "magico". Baby Cakes rifiuta il gorilla, accettando invece un Bigfoot con le sembianze di Frank. Mentre i due sono soli, Frank e Kei-Ko si legano e lei racconta del suo desiderio di andare in Congo. In Congo vaga allegramente per le terre venendo accettata in una famiglia di gorilla.

### Rappresentazioni di persone reali
- Kevin Costner, voce originale di Robert Clotworthy.
- Barack Obama.
- Dwayne Johnson.
- Muhammad Ali.

Un pugile professionista americano. Nell'episodio Displays of Manhood, Frank, nel tentativo di rafforzare la sua mascolinità, sfida Ali ad un incontro di boxe di dodici round. Con sorpresa di Frank, Ali accetta l'offerta. Poiché nessuno dei due ha lanciato un singolo attacco, la partita finisce in parità.